# 松本平广域公园体育场
松本平广域公园体育场（日语：サンプロ・アルウィン）是日本松本市的一座多用途体育场。球场目前主要用于足球比赛，是松本山雅足球会的主场。
2008年10月，球场改名为Sunpro Alwin。